# آرس (مارول کمیک)
آرِس (به انگلیسی: Ares) یک شخصیت خیالی شرور بزرگ در کتاب‌های کامیک آمریکایی منتشر شده توسط مارول کامیکس است. شخصیت آرس توسط نویسنده استن لی و طراح جک کربی بر اساس ایزدی به همین نام، در اساطیر یونانی خلق شده است، که برای اولین بار در شمارهٔ ۱۲۹ مجموعه کمیک «ثور» (ژوئن ۱۹۶۶) حضور پیدا کرد. آرس در داستان‌ها اغلب به عنوان دشمن ثور و هراکلس ظاهر می‌شود و در ژوئیه ۲۰۰۶ مجموعه‌ای با نام و مختص به خود را آغاز نمود.
در سال ۲۰۰۶ شخصیت آرس از نو طراحی شد و به جای یک شخصیت بدذات، در قالب یک ضدقهرمان رونمایی شد که تنها برای نبرد کردن (یا هر نبردی) زندگی می‌کند. او به لیست شخصیت‌های انتقام‌جویان پیوست و در مقابل آن شخصیت شرور تک بُعدی که در گذشته به تصویر کشیده می‌شد، به خود کودکس «شرافت و افتخار جنگجویان» را نشان داد. او بعدها به گروه انتقام‌جویان تاریک پیوست و معتقد بود از قدرت‌های خود می‌تواند در اهداف خوب استفاده کند.

## زندگینامه ساختگی شخصیت
آرس پسر زئوس، پادشاه ایزدان در کوه المپ و همسرش هرا است. او به عنوان ایزد جنگ در یونان و روم باستان پرستش می‌شد. اما با ظهور و پیدایش مسیحیت در امپراتوری روم، زئوس پرستش ایزدان المپ را متوقف نمود و همین مسئله سبب شد که آرس دیگر ایزد حامی جنگجویان محسوب نشود. در نتیجه با گذشت قرن‌ها، در آرس نارضایتی شدیدی نسبت به حکومت زئوس پدیدار شد.
او سه مرتبه برای تسخیر المپ تلاش نمود؛ که دو بار آن همراه با دایی‌اش پلوتو، ایزد جهان زیرزمین المپ بود، اما تلاش‌هایش به دفعات توسط برادر ناتنی‌اش هراکلس و همراهان زمینی‌اش بی‌نتیجه می‌ماند. آرس زمانی که هراکلس پرندگان هولناک استومفالوسی را از بین برد، از او متنفر شد. او به دنبال فرصتی می‌گشت تا با هراکلس مبارزه کند، پس با افسونگر پیمان بست که هراکلس را برده او کرده و با استفاده از آب چشمهٔ اروس با او در مقابل انتقام‌جویان متحد شود، که بدین سبب هراکلس به مدت یک سال از المپ تبعید شد.